# Captain Applejack (pel·lícula de 1931)
Captain Applejack és una pel·lícula en blanc i negre dirigida per Hobart Henley i interpretada per John Halliday i Mary Brian, estrenada el 31 de gener de 1931. Està basada en l'obra "Captain Applejack" de Walter Hackett estrenada a Nova York el 1921. Existia una versió cinematogràfica prèvia d'aquesta obra titulada "Strangers of the Night" estrenada el 1923, dirigida per Fred Niblo i protagonitzada per Matt Moore i Enid Bennett.

## Argument
Ambrose Applejohn és un cavaller anglès que viu en una antiga mansió anglesa amb la seva tia Agatha i la seva pupil·la americana Poppy Faire. Aquesta està enamorada d'Ambrose però ell no se n'adona i la tracta com una criatura. Quan està a punt de complir el seu trenta-setè aniversari, Applejohn, avorrit de la vida que porta, decideix abandonar i vendre’s el casalot i marxar a la recerca de l'aventura. La tia Agatha es sobresalta en saber els seus plans però Poppy el recolza.
Aquella nit, enmig d'una tempesta, després que les dues dones hagin anat a dormir, el majordom obre la porta a Anna Valeska, una bella noble russa que demana refugi, ja que diu que la persegueix un espia anomenat Ivan Borolsky. Ambrose accepta refugiar-la i, poc després, quan algú més truca a la porta, oculta a Anna. Són Mr. i Mrs. Pengard, que diuen que han sofert un accident amb el cotxe. Quan Applejohn abandona un moment l'habitació, els Pengard aprofiten per marxar no sense abans deixar oberta una finestra. Tot seguit el majordom anuncia un tercer visitant: Borolsky. Aquest diu que està buscant Anna, la dona que el va trair. Ambrose refusa de deixar-lo parlar amb Anna i aquest marxa tot prometent que tornarà.
Quan Ambrose se’n va a dormir, els Pengards tornen a través de la finestra que havien deixat oberta i descobreixen un panell secret, però, mentre l'obren, fan un soroll que els obliga a sortir amb pressa. Poppy i Ambrose baixen a investigar el soroll i troben un pergamí en el panell que revela que Ambrose és descendent del conegut pirata Capità Applejack, el tresor del qual s'amaga en el castell.
Poppy decideix anar a fer cafè. Mentrestant Ambrose s'adorm i somia en com el seu antecessor conquereix una noia malgrat la seva resistència. Quan Poppy el desperta apareix Anna intentant esbrinar on són les joies. En aquell moment Borolsky retorna amb un policia i, després de discutir amb Ambrose, aconsegueix quedar-se sol amb Anna. Es descobreix aleshores que tots tres són lladres confabulats i que s'uneixen als Pengards per tal de trobar el tresor.
Mentre busquen, arriba l'advocat d'Ambrose, John Mason, i explica a Ambrose que va amagar el pergamí per proporcionar-li alguna distracció i emoció per així impedir que volgués vendre el casalot. Sota el segell del pergamí, Poppy descobreix però indicacions cap a un altre panell, on troben el tresor (un barril d'or i sacs de perles). Mason avisa a la Guàrdia Costanera que captura als criminals després d'una llarga persecució. La seva necessitat d'aventura es va complir, Ambrose es proposa a Poppy. Al final queda assedegat d'aventures, i descobreix que està enamorat de Poppy.

## Repartiment
- John Halliday (Ambrose Applejohn)
- Mary Brian (Poppy Faire)
- Kay Strozzi (Madame Anna Valeska)
- Arthur Edmund Carewe (Ivan "Jim" Borolsky)
- Alec B. Francis (Lush, el criat)
- Julia Swayne Gordon (Mrs. Kate Pengard)
- Louise Closser Hale (tieta Agatha)
- Claud Allister (John Jason)
- Otto Hoffman (Horace Pengard)
- William B. Davidson (Bill Dennett)